# 2-Methylaziridin
2-Methylaziridin ist eine chemische Verbindung aus der Gruppe der Aziridine. Es ist das einfachste heterocyclische Amin und ein reaktives Alkylierungsmittel.

## Isomerie
2-Methylaziridin ist eine chirale Verbindung mit einem Stereozentrum am C2-Atom. Folglich existieren die zwei enantiomeren Formen (R)-2-Methylaziridin und (S)-2-Methylaziridin.
| Stereoisomere von 2-Methylaziridin |                      |                      |
| Name                               | (R)-2-Methylaziridin | (S)-2-Methylaziridin |
| Andere Namen                       | (+)-2-Methylaziridin | (−)-2-Methylaziridin |
| Strukturformel                     |                      |                      |
| CAS-Nummer                         | 83647-99-8           | 52340-20-2           |
| CAS-Nummer                         | 75-55-8 (unspez.)    |                      |
| PubChem                            | 12207119             | 186632               |
| PubChem                            | 6377 (unspez.)       |                      |
| Wikidata                           | Q27292740            | Q27289777            |
| Wikidata                           | Q7250470 (unspez.)   |                      |

## Gewinnung und Darstellung
Unter den Verfahren, die für die großtechnische Herstellung von 2-Methylaziridin bekannt sind, wurde früher das Wenker-Verfahren am häufigsten eingesetzt. Inzwischen wurde diese Methode jedoch durch die Dehydratisierung von Alkanolaminen auf der Oberfläche von Katalysatorträgern in der Gasphase ersetzt, da das Wenker-Verfahren einige wesentliche Nachteile aufweist, wie z. B. lange Verarbeitungszeit, kostspielige Produktion und Erzeugung großer Mengen von Abfällen usw. So kann 2-Methylaziridin durch die intramolekulare Dehydratisierungsreaktion von Isopropanolamin auf der Oberfläche von SiO2-Nanokatalysatoren in der Gasphase hergestellt werden.

## Eigenschaften
2-Methylaziridin ist eine leicht entzündbare, leicht flüchtige, farblose Flüssigkeit mit ammoniakartigem Geruch, die mischbar mit Wasser ist. Sie zersetzt sich bei Erhitzung, wobei unter anderem Stickstoff entsteht.

## Verwendung
2-Methylaziridin wird als Zwischenprodukt in der Papier-, Textil-, Gummi- und Pharmaindustrie verwendet. Seine Hauptverwendung ist die Verbesserung der Haftung von Harzen zur Oberflächenbeschichtung von Latex.

## Sicherheitshinweise
Die Dämpfe von 2-Methylaziridin können mit Luft ein explosionsfähiges Gemisch (Flammpunkt < −18 °C) bilden.